# Horário Nobre (série de televisão)
Horário Nobre (em castelhano: Horario estelar) é uma série de televisão de suspense mexicana produzida por Estudios TeleMéxico para The Walt Disney Company. Com direção de Luis Urquiza e roteiro de Norma Lazo, a série conta a história de um famoso jornalista de televisão durante a cobertura de um contundente caso policial no qual ele está secretamente envolvido. A série estreou em 15 de fevereiro de 2023.

## Sinopse
Horário Nobre segue Ramiro del Solar (Jaenada), um prestigioso jornalista de televisão com uma longa história de cobertura reveladora que conseguiu manter sua vida privada livre de escândalos da mídia. Porém, quando sua amante morre durante um dos encontros do casal, Ramiro se propõe a esconder sua passagem pela vida da vítima, apavorado com tudo o que tem a perder. Quando a investigação se complica, o jornalista usa sua habilidade para desviar os dados perante a opinião pública e tentar se safar, revelando sua natureza manipuladora e imoral, provando que a verdade é melhor escondida à vista de todos.

## Elenco

### Principal
- Óscar Jaenada como Ramiro del Solar, apresentador do programa "Toda la Verdad". Ramiro é um reconhecido jornalista que aparentemente tem uma vida muito clara. Às vezes ele se deixa levar pelo ego, o que gera consequências que ele deve enfrentar.[2]
- Dominika Paleta como Bernarda Díaz, empresária e esposa de Ramiro Del Solar. Uma mulher inteligente e leal, para ela o mais importante é a filha e está disposta a tolerar o ego do marido desde que ele não a traia.[2]
- Maya Zapata como Julia Torrado, produtora do programa "Toda la Verdad". Uma mulher clara e eloquente, tem valores muito claros e é fiel a eles e à sua vocação de comunicação, que servem de guia para direcionar as coisas quando saem dos trilhos no canal.[2]
- Ela Velden como Jimena del Solar, filha de Ramiro Del Solar que segue seus passos na carreira jornalística à sombra do pai. Busca sua segurança e seu próprio caminho e às vezes se sente ofuscada pelo sucesso de seus dois pais.[2]
- Pamela Almanza como Alexia Valle, ex-nadadora olímpica e a melhor amiga de Jimena. Sua personalidade é impulsiva, carismática e divertida.[2]
- Alejandro Camacho como Álvaro Lima, dono do canal onde passa "Toda la Verdad". É direto, cruel e com objetivos pessoais claros que o fazem agir impulsivamente, não gosta de trabalhar em equipe e é imponente.[2]

### Coadjuvantes
- Luis Arrieta como Samuel Lisboa
- Iliana Fox como Eva Vera
- Juan Carlos Vives como Alfonso León
- Blanca Guerra como Delia Valle
- Silverio Palacios como Santiago Pacheco
- Sara Manni como Jolette
- Luis Gatica como Uriel Ortiz
- Moisés Arizmendi como Emiliano Monarrez
- Rodrigo Murray como Marcos Piñero

## Episódios
| N.º | Título                                         | Dirigido por | Escrito por                                    | Lançamento              |
| --- | ---------------------------------------------- | ------------ | ---------------------------------------------- | ----------------------- |
| 1   | "Bola de nieve" "Bola de Neve"                 | Luis Urquiza | Norma Lazo, Martin Bustos e Horacio Convertini | 15 de fevereiro de 2023 |
| 2   | "Bumerán" "Bumerangue"                         | Luis Urquiza | Norma Lazo                                     | 15 de fevereiro de 2023 |
| 3   | "Anónimo" "Anônimo"                            | Luis Urquiza | Norma Lazo                                     | 15 de fevereiro de 2023 |
| 4   | "Serpientes y escaleras" "Serpentes e Escadas" | Luis Urquiza | Norma Lazo                                     | 15 de fevereiro de 2023 |
| 5   | "Devenir" "Acontecimento"                      | Luis Urquiza | Norma Lazo                                     | 15 de fevereiro de 2023 |
| 6   | "Se acerca el fuego" "O Fogo se Aproxima"      | Luis Urquiza | Norma Lazo                                     | 15 de fevereiro de 2023 |
| 7   | "Volcán apagado" "Vulcão Inativo"              | Luis Urquiza | Norma Lazo                                     | 15 de fevereiro de 2023 |
| 8   | "Masa polar" "Massa Polar"                     | Luis Urquiza | Norma Lazo                                     | 15 de fevereiro de 2023 |
| 9   | "Leningrado"                                   | Luis Urquiza | Norma Lazo                                     | 15 de fevereiro de 2023 |
| 10  | "Hacia la noche" "Em Direção ao Breu"          | Luis Urquiza | Norma Lazo                                     | 15 de fevereiro de 2023 |

## Lançamento
Horário Nobre foi lançado com seus 8 episódios em 15 de fevereiro de 2023 no Star+ na América Latina, nos Estados Unidos através do Hulu, internacionalmente no Disney+ através do hub Star, e na Índia e territórios selecionados do Sudeste Asiático através do Disney+ Hotstar.